# Geografia litorale

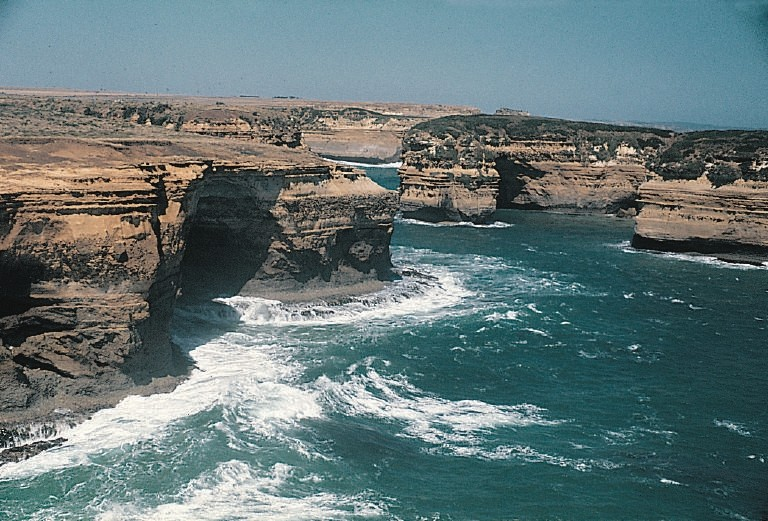
Port Campbell nello stato australiano del Victoria è un litorale di alta energia.

La geografia litorale è una branca della geografia che studia le relazioni tra terra, acqua e clima (e gli altri fattori geografici) nello spazio litoraneo.

## Descrizione
Il litorale, essendo il punto d'incontro tra la terra e l'acqua, è un ambiente nel quale continuamente avvengono processi di erosione (allontanamento di materiale, dovuto alle onde e alle maree, alle correnti costiere e al vento) e sedimentazione (apporto di materiale da fiumi o da vicini tratti di litorale). La somma di questi processi è il bilancio sedimentario del litorale.
Il bilancio sedimentario influisce pesantemente sulla forma della costa:
- se il bilancio è negativo, cioè sono prevalenti i fenomeni di erosione, la costa sarà alta, caratterizzata da scogliere e falesie;
- se il bilancio è positivo, cioè sono prevalenti i fenomeni deposizionali, la costa sarà bassa; in questo caso possiamo distinguere anche diverse possibilità:
  - litorali aperti, quando c'è una separazione netta e lineare tra l'acqua e la terraferma;
  - litorali protetti quando dopo una prima linea di terra emersa si aprono altri specchi d'acqua più o meno connessi con il mare (è il caso delle lagune).

La parte della costa interessata dall'azione delle onde è la spiaggia: questa va dalla base della spiaggia (che è anche il limite inferiore della costa) al limite massimo raggiunto dalle onde delle tempeste più violente.

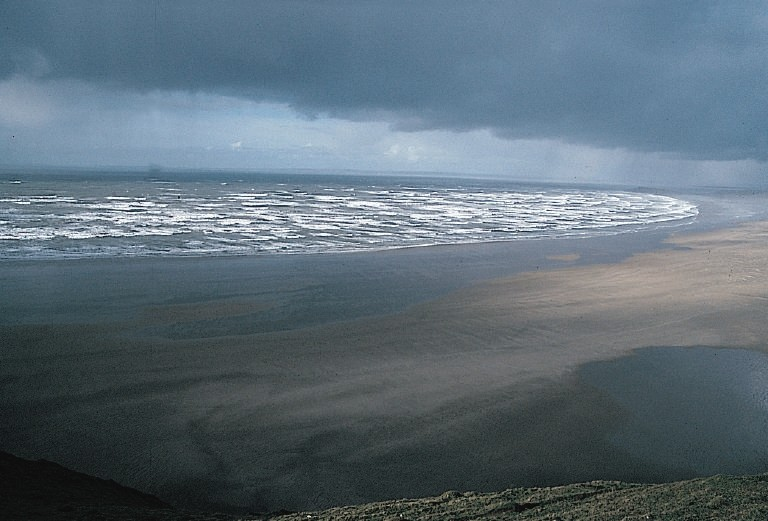
Rhossili in Galles è un litorale di bassa energia.

La spiaggia si può dividere in tre zone:
- la spiaggia emersa, cioè la parte di spiaggia che viene raggiunta dall'acqua solo in occasione di onde particolarmente violente, come nelle tempeste;
- la spiaggia intertidale, alternativamente emersa o sommersa a seconda delle maree (che quindi è delimitata dai livelli massimi e minimi raggiunti dall'acqua in occasione delle maree più alte e più basse);
- la spiaggia sommersa, quella parte di fondale che rimane sempre coperta dall'acqua, ma che è comunque interessata dall'azione delle onde

La diversità di condizioni che possono originare una spiaggia fa sì che esse possano assumere diversissime caratteristiche fisico-geografiche
A seconda della conformazione della costa si può parlare anche di: penisola, istmo, capo e golfo.
La struttura delle coste è molto varia e dipende dal terreno, dalle acque che su di essa scorrono e dalla sua esposizione ai vari agenti atmosferici.
| Controllo di autorità | GND (DE) 4237628-2 |